# Nati nel 1970/Febbraio
| Questa pagina contiene informazioni ricavate automaticamente dalle voci biografiche con l'ausilio del template Bio e di un bot. L'aggiornamento è periodico e automatico e ricostruisce completamente la pagina. Se manca una persona in questa lista, sei pregato di non aggiungerla, ma accertati piuttosto che la sua voce biografica contenga il template Bio e che i dati anagrafici siano correttamente compilati. Se il template Bio manca, inseriscilo tu stesso o, in alternativa, metti l'avviso {{tmp\|Bio}} che ne segnala la mancanza. Se i dati riportati sono sbagliati, correggi direttamente la voce biografica; le modifiche saranno visibili in questa lista entro pochi giorni. Per chiarimenti vedi il progetto biografie. La lista contiene solo le 318 persone che sono citate nell'enciclopedia e per le quali è stato implementato correttamente il template Bio. Pagina aggiornata al 18 ago 2025. |

- 1º febbraio - Raúl Díaz Arce, ex calciatore salvadoregno
- 1º febbraio - Darian Hagan, allenatore di football americano statunitense
- 1º febbraio - Nicoleta Matei, cantante rumena
- 1º febbraio - Eric Mobley, cestista statunitense († 2021)
- 1º febbraio - Federico Mordegan, ex tennista italiano
- 1º febbraio - Oswaldo Palencia, ex calciatore venezuelano
- 1º febbraio - Paolo Rachini, allenatore di calcio e ex calciatore italiano
- 1º febbraio - Malik Sealy, cestista statunitense († 2000)
- 2 febbraio - Yari Allnutt, ex calciatore statunitense
- 2 febbraio - Bruno Boscardin, ex ciclista su strada italiano
- 2 febbraio - Sean Green, ex cestista statunitense
- 2 febbraio - Cédric Mathy, ex pistard belga
- 2 febbraio - Eva Melicharová, ex tennista cecoslovacca
- 2 febbraio - Dejan Radonjić, ex cestista e allenatore di pallacanestro montenegrino
- 2 febbraio - Jaŭhen Rėdz'kin, dirigente sportivo e ex biatleta bielorusso
- 2 febbraio - Gunter Schlierkamp, culturista tedesco
- 2 febbraio - Roar Strand, ex calciatore norvegese
- 2 febbraio - Chandler Thompson, ex cestista statunitense
- 2 febbraio - Fabrizio Vidale, attore, doppiatore e conduttore radiofonico italiano
- 2 febbraio - Jennifer Westfeldt, attrice e sceneggiatrice statunitense
- 2 febbraio - Arnold Wetl, ex calciatore austriaco
- 2 febbraio - Erik ten Hag, allenatore di calcio e ex calciatore olandese
- 3 febbraio - Juan Bautista Borja, pilota motociclistico spagnolo
- 3 febbraio - WC, rapper e attore statunitense
- 3 febbraio - Óscar Córdoba, ex calciatore colombiano
- 3 febbraio - Eric Curry, ex giocatore di football americano statunitense
- 3 febbraio - Warwick Davis, attore, conduttore televisivo e comico britannico
- 3 febbraio - Adama Diakhaté, ex cestista senegalese
- 3 febbraio - Franck Gava, ex calciatore francese
- 3 febbraio - Sabine Ginther, ex sciatrice alpina austriaca
- 3 febbraio - Tom Graves, politico statunitense
- 3 febbraio - Steffen Karl, ex calciatore tedesco
- 3 febbraio - Marina Kolonina, ex pentatleta russa
- 3 febbraio - Richie Kotzen, chitarrista e cantante statunitense
- 3 febbraio - Jason Muzzatti, allenatore di hockey su ghiaccio e ex hockeista su ghiaccio canadese
- 3 febbraio - Katja Petrowskaja, scrittrice e giornalista tedesca
- 3 febbraio - Anthony e Joe Russo, regista, sceneggiatore e produttore televisivo statunitense
- 3 febbraio - Ofisa Tonu'u, ex rugbista a 15 neozelandese
- 4 febbraio - Ramzan Achmadov, generale russo († 2001)
- 4 febbraio - Gabrielle Anwar, attrice britannica
- 4 febbraio - Nedžad Bajrović, ex calciatore bosniaco
- 4 febbraio - Hunter Biden, avvocato e imprenditore statunitense
- 4 febbraio - Kevin Campbell, calciatore inglese († 2024)
- 4 febbraio - Erik Cleymans, ex cestista belga
- 4 febbraio - Marina El'cova, ex pattinatrice artistica su ghiaccio russa
- 4 febbraio - Sean Emmett, pilota motociclistico britannico
- 4 febbraio - Jo Jo English, ex cestista statunitense
- 4 febbraio - Gertrudis Gómez, ex cestista cubana
- 4 febbraio - Jonathan D. Gray, dirigente d'azienda statunitense
- 4 febbraio - Michael Guest, politico statunitense
- 4 febbraio - Gilberto Hernández, scacchista messicano
- 4 febbraio - James Murphy, cantante, musicista e produttore discografico statunitense
- 4 febbraio - Renate Oberhofer, ex sciatrice alpina italiana
- 4 febbraio - Norman Ohler, giornalista, scrittore e sceneggiatore tedesco
- 4 febbraio - Todd Peterson, ex giocatore di football americano statunitense
- 4 febbraio - Toni Porkka, ex hockeista su ghiaccio finlandese
- 4 febbraio - Nick Raskulinecz, produttore discografico statunitense
- 4 febbraio - Eugene Rhuggenaath, politico olandese
- 4 febbraio - Lawrence Sher, direttore della fotografia e regista statunitense
- 4 febbraio - Jon Spaihts, sceneggiatore statunitense
- 4 febbraio - Mirosław Waligóra, ex calciatore polacco
- 4 febbraio - Garikai Zuze, ex calciatore e ex giocatore di calcio a 5 zimbabwese
- 5 febbraio - Lizzie Cundy, attrice, conduttrice televisiva e personaggio televisivo britannica
- 5 febbraio - Arabella Field, attrice e produttrice cinematografica statunitense
- 5 febbraio - John Hackworth, allenatore di calcio e ex calciatore statunitense
- 5 febbraio - Daniel Aníbal Hernández, ex calciatore argentino
- 5 febbraio - Luis Alberto Huamán Camayo, arcivescovo cattolico peruviano
- 5 febbraio - Jean-Marc Jaumin, ex cestista e allenatore di pallacanestro belga
- 5 febbraio - Astrid Kumbernuss, ex pesista e discobola tedesca
- 5 febbraio - Karin Periginelli, ex multiplista italiana
- 5 febbraio - Joan Francesc Ferrer Sicilia, allenatore di calcio e ex calciatore spagnolo
- 5 febbraio - Rubén Serrano Calvo, scrittore, giornalista e fumettista spagnolo
- 5 febbraio - Michał Śliwiński, ex canoista sovietico
- 5 febbraio - Pesach Wolicki, rabbino, scrittore e educatore israeliano
- 6 febbraio - Anatolij Bibilov, generale e politico georgiano
- 6 febbraio - Stig-Are Eriksen, ex biatleta norvegese
- 6 febbraio - Roberta Farinelli, nuotatrice artistica italiana
- 6 febbraio - Per Frandsen, allenatore di calcio e ex calciatore danese
- 6 febbraio - Patrice Loko, ex calciatore francese
- 6 febbraio - Ricardo Lunari, allenatore di calcio e ex calciatore argentino
- 6 febbraio - Gabriella Monteduro, ex pattinatrice di short track italiana
- 6 febbraio - Afshin Peyrovani, allenatore di calcio e ex calciatore iraniano
- 6 febbraio - Josif Printezis, arcivescovo cattolico greco
- 6 febbraio - Maurizio Rapotec, attore italiano
- 6 febbraio - Jeff Rouse, ex nuotatore statunitense
- 6 febbraio - Francesco Ubertini, ingegnere italiano
- 6 febbraio - Juan Viedma Castillo, ex atleta paralimpico spagnolo
- 6 febbraio - Kitty Yung, attrice pornografica statunitense († 2004)
- 6 febbraio - Armando del Río, attore e regista spagnolo
- 7 febbraio - Riccardo Bracaloni, allenatore di calcio e ex calciatore italiano
- 7 febbraio - Francesco Carraro, scrittore e giornalista italiano
- 7 febbraio - Martinho Joaquim Castella Quessongo, ex calciatore angolano
- 7 febbraio - Abdul Thompson Conteh, ex calciatore sierraleonese
- 7 febbraio - Ron Curry, cestista statunitense († 2018)
- 7 febbraio - Michael Grimm, politico e militare statunitense
- 7 febbraio - Stanley Roberts, ex cestista statunitense
- 7 febbraio - Simone White, cantante statunitense
- 8 febbraio - Jurij Bereza, politico, militare e poliziotto ucraino
- 8 febbraio - Antonio Cericola, compositore e direttore d'orchestra italiano
- 8 febbraio - Barbara Cola, cantante e attrice teatrale italiana
- 8 febbraio - Stephanie Courtney, attrice e doppiatrice statunitense
- 8 febbraio - Maria Danielsson, ex cestista svedese
- 8 febbraio - John Filan, allenatore di calcio e ex calciatore australiano
- 8 febbraio - Oleksandr Horškov, allenatore di calcio e ex calciatore ucraino
- 8 febbraio - Iván Kovács, schermidore ungherese
- 8 febbraio - Milan Malatinský, allenatore di calcio e calciatore slovacco († 2018)
- 8 febbraio - Jamie Martin, ex giocatore di football americano statunitense
- 8 febbraio - Alonzo Mourning, ex cestista statunitense
- 8 febbraio - Peter Rzehak, ex sciatore alpino austriaco
- 8 febbraio - André Steiner, ex canottiere tedesco
- 8 febbraio - Ivica Tucak, ex pallanuotista e allenatore di pallanuoto croato
- 8 febbraio - Cüneyt Özdemir, giornalista, regista televisivo e scrittore turco
- 9 febbraio - Cihat Arslan, allenatore di calcio e ex calciatore turco
- 9 febbraio - Dario Bandiera, showman, attore e comico italiano
- 9 febbraio - Sergio Bernal, ex calciatore messicano
- 9 febbraio - Christian Gudegast, sceneggiatore e regista statunitense
- 9 febbraio - Giovanna Iannantuoni, economista italiana
- 9 febbraio - Cristina Mantis, attrice e regista italiana
- 9 febbraio - Glenn McGrath, crickettista australiano
- 9 febbraio - Oleksandr Moskaljuk, ex giocatore di calcio a 5 ucraino
- 9 febbraio - Todd Rokita, politico statunitense
- 9 febbraio - Mauro Sartori, ex cestista e dirigente sportivo italiano
- 9 febbraio - Filippo Soffici, ex canottiere italiano
- 9 febbraio - Branko Strupar, ex calciatore croato
- 9 febbraio - Kemalettin Şentürk, allenatore di calcio e ex calciatore turco
- 10 febbraio - Sandro Ivo Bartoli, pianista italiano
- 10 febbraio - Robert Carli, compositore e sassofonista canadese
- 10 febbraio - John Gibson, ex calciatore australiano
- 10 febbraio - Paul Kersey, attore statunitense
- 10 febbraio - Amir Reza Khadem, ex lottatore iraniano
- 10 febbraio - Blake Masters, scrittore, regista e produttore cinematografico statunitense
- 10 febbraio - Stella Musy, doppiatrice e direttrice del doppiaggio italiana
- 10 febbraio - Noureddine Naybet, ex calciatore marocchino
- 10 febbraio - Åsne Seierstad, giornalista e scrittrice norvegese
- 10 febbraio - Ardy Wiranata, ex giocatore di badminton indonesiano
- 11 febbraio - Juan Aguirre, musicista spagnolo
- 11 febbraio - Max Ancenay, ex sciatore alpino francese
- 11 febbraio - Luca Bianchini, scrittore, pubblicitario e conduttore radiofonico italiano
- 11 febbraio - Josh Green, politico e medico statunitense
- 11 febbraio - Adolf Hütter, allenatore di calcio e ex calciatore austriaco
- 11 febbraio - Milko Kazanov, ex canoista bulgaro
- 11 febbraio - Reinhard Kleist, fumettista tedesco
- 11 febbraio - Carlo Ricchetti, allenatore di calcio e ex calciatore italiano
- 11 febbraio - Bernardo Segura, ex marciatore messicano
- 11 febbraio - Fredrik Thordendal, chitarrista svedese
- 11 febbraio - Rob Woodall, politico statunitense
- 12 febbraio - Kamal Bahamdan, cavaliere saudita
- 12 febbraio - Estelle Ceulemans, politica e sindacalista belga
- 12 febbraio - Flavio Chiti, allenatore di calcio e ex calciatore italiano
- 12 febbraio - Dave Crossman, costumista britannico
- 12 febbraio - Dell Demps, ex cestista, allenatore di pallacanestro e dirigente sportivo statunitense
- 12 febbraio - Sergei Furgal, politico russo
- 12 febbraio - Kentarō Ishikawa, ex calciatore giapponese
- 12 febbraio - Satoshi Koga, ex calciatore giapponese
- 12 febbraio - Dariusz Koseła, ex calciatore polacco
- 12 febbraio - Czesław Michniewicz, allenatore di calcio e ex calciatore polacco
- 12 febbraio - José Rodríguez, ex giocatore di calcio a 5 cubano
- 12 febbraio - Bryan Roy, dirigente sportivo, ex calciatore e allenatore di calcio olandese
- 12 febbraio - Judd Winick, sceneggiatore, fumettista e artista statunitense
- 13 febbraio - Elmer Bennett, ex cestista statunitense
- 13 febbraio - Valerij Bolotov, militare e politico ucraino († 2017)
- 13 febbraio - Valentina Gardellin, ex cestista italiana
- 13 febbraio - Gregor Grilc, ex sciatore alpino sloveno
- 13 febbraio - Mika Halvari, ex pesista finlandese
- 13 febbraio - Emi Kawabata, ex sciatrice alpina giapponese
- 13 febbraio - Karoline Krüger, cantautrice e pianista norvegese
- 13 febbraio - Manny Motajo, ex calciatore nigeriano
- 13 febbraio - Oleg Rebrov, ex pentatleta kazako
- 13 febbraio - Tony Smith, ex cestista statunitense
- 13 febbraio - Tom Kåre Staurvik, allenatore di calcio e ex calciatore norvegese
- 14 febbraio - Jason Beckford, allenatore di calcio e ex calciatore inglese
- 14 febbraio - Simon Pegg, attore, comico e sceneggiatore britannico
- 14 febbraio - Roberto Cavallo, agronomo e saggista italiano
- 14 febbraio - Marco Di Lello, politico italiano
- 14 febbraio - Xavier Girard, ex combinatista nordico francese
- 14 febbraio - Giuseppe Guerini, ex ciclista su strada italiano
- 14 febbraio - Müşfiq Hüseynov, ex calciatore azero
- 14 febbraio - Guillaume Raoux, ex tennista francese
- 14 febbraio - Heinrich Schmieder, attore tedesco († 2010)
- 14 febbraio - Luca Tommassini, ballerino, coreografo e direttore artistico italiano
- 14 febbraio - Elaine Youngs, ex giocatrice di beach volley statunitense
- 15 febbraio - Titti De Simone, giornalista e politica italiana
- 15 febbraio - Shepard Fairey, artista e illustratore statunitense
- 15 febbraio - Jens Fiedler, ex pistard tedesco
- 15 febbraio - Jouni Hynynen, cantante e chitarrista finlandese
- 15 febbraio - Gianfranco Martin, allenatore di sci alpino e ex sciatore alpino italiano
- 15 febbraio - Beverly McDonald, ex velocista giamaicana
- 15 febbraio - Ester Soldi, cavallerizza italiana
- 15 febbraio - Yann Soloy, ex calciatore francese
- 15 febbraio - Kuisma Taipale, ex fondista finlandese
- 15 febbraio - Mark Warnecke, ex nuotatore tedesco
- 16 febbraio - Mark Atkinson, ex calciatore neozelandese
- 16 febbraio - Angelo Cipolloni, ex velocista italiano
- 16 febbraio - Ichiko, cantante e compositrice giapponese
- 16 febbraio - Jang Yoon-jeong, modella sudcoreana
- 16 febbraio - Vladan Lukić, ex calciatore jugoslavo
- 16 febbraio - Lorenzo Morón, allenatore di calcio e ex calciatore spagnolo
- 16 febbraio - Nailea Norvind, attrice messicana
- 16 febbraio - Angelo Peruzzi, ex calciatore italiano
- 16 febbraio - Thomas Poulsen, ex canottiere danese
- 16 febbraio - Alicia Rio, attrice pornografica messicana († 2022)
- 16 febbraio - Maurizio Rossi, allenatore di calcio e ex calciatore italiano
- 16 febbraio - Amos Rota, ex mezzofondista italiano
- 16 febbraio - Peter Schlickenrieder, dirigente sportivo e ex fondista tedesco
- 16 febbraio - Tabitha Stevens, ex attrice pornografica e regista statunitense
- 16 febbraio - Armand Van Helden, musicista, disc jockey e produttore discografico statunitense
- 17 febbraio - Philippe Bernat-Salles, ex rugbista a 15 francese
- 17 febbraio - Mario Calabresi, giornalista e scrittore italiano
- 17 febbraio - João Emanuel Carneiro, sceneggiatore, autore televisivo e regista brasiliano
- 17 febbraio - Catherine De Bolle, ex militare e poliziotta belga
- 17 febbraio - Thomas Frischknecht, ex mountain biker, ciclocrossista e ciclista su strada svizzero
- 17 febbraio - Aleksej Gerasimenko, ex calciatore russo
- 17 febbraio - Marcela Kalistová, ex cestista slovacca
- 17 febbraio - Óscar Andrés López Arias, politico costaricano
- 17 febbraio - Tommy Moe, ex sciatore alpino statunitense
- 17 febbraio - Kenneth Nysæther, allenatore di calcio e ex calciatore norvegese
- 17 febbraio - Dominic Purcell, attore e produttore cinematografico australiano
- 17 febbraio - Hiroaki Samura, fumettista giapponese
- 18 febbraio - Yasir Al-Rumayyan, manager, economista e dirigente sportivo saudita
- 18 febbraio - Davide Bellomo, politico italiano
- 18 febbraio - Susan Egan, attrice e cantante statunitense
- 18 febbraio - Tetsuya Iwanaga, doppiatore giapponese
- 18 febbraio - Junko Iwao, doppiatrice e cantante giapponese
- 18 febbraio - Luca Luzardi, allenatore di calcio e ex calciatore italiano
- 18 febbraio - Raine Maida, cantante e musicista canadese
- 18 febbraio - Stefano Marelli, scrittore e giornalista svizzero
- 18 febbraio - Massimo Taibi, dirigente sportivo e ex calciatore italiano
- 19 febbraio - Joacim Cans, cantante svedese
- 19 febbraio - Tatiana Carelli, scrittrice e musicista italiana
- 19 febbraio - Ellis Ferreira, ex tennista sudafricano
- 19 febbraio - Francesco Giorgi, ex judoka italiano
- 19 febbraio - Lord Finesse, rapper e produttore discografico statunitense
- 19 febbraio - Miguel Hernández Sánchez, ex calciatore spagnolo
- 19 febbraio - Hiroko Kasahara, doppiatrice giapponese
- 19 febbraio - Manuela Mandracchia, attrice italiana
- 19 febbraio - Antonio Marasco, allenatore di calcio e ex calciatore italiano
- 19 febbraio - Antonio Martorella, ex calciatore italiano
- 19 febbraio - Riccardo Maspero, allenatore di calcio e ex calciatore italiano
- 19 febbraio - Zvezdan Mitrović, allenatore di pallacanestro montenegrino
- 19 febbraio - Vadzim Sašuryn, ex biatleta bielorusso
- 19 febbraio - Kjetil Sigurdsen, ex calciatore norvegese
- 19 febbraio - Jonathan Tropper, scrittore, sceneggiatore e produttore televisivo statunitense
- 19 febbraio - Woo Jeong Sin, doppiatrice sudcoreana
- 19 febbraio - Bellamy Young, attrice statunitense
- 20 febbraio - Bianca Bellová, scrittrice ceca
- 20 febbraio - Giorgio Campanella, ex pugile italiano
- 20 febbraio - Jean-Yves Cuendet, ex combinatista nordico svizzero
- 20 febbraio - Julia Franck, scrittrice tedesca
- 20 febbraio - Markus Kauczinski, allenatore di calcio tedesco
- 20 febbraio - Vincent Paronnaud, regista, fumettista e animatore francese
- 20 febbraio - Vadym Prystajko, politico e diplomatico ucraino
- 21 febbraio - Trond Einar Elden, ex sciatore nordico norvegese
- 21 febbraio - Gaetano Fontana, allenatore di calcio e ex calciatore italiano
- 21 febbraio - Kléber Guerra Marques, procuratore sportivo e ex calciatore brasiliano
- 21 febbraio - Ng Yue Meng, ex nuotatore singaporiano
- 21 febbraio - Steven Palazzo, politico statunitense
- 21 febbraio - John Pérez, ex calciatore colombiano
- 21 febbraio - Milan Tadić, ex pallanuotista serbo
- 21 febbraio - Jess Thorup, allenatore di calcio e ex calciatore danese
- 22 febbraio - Lorenzo Hengeller, pianista, cantautore e compositore italiano
- 22 febbraio - Adam Keefe, ex cestista statunitense
- 22 febbraio - Nicole Oliver, doppiatrice canadese
- 22 febbraio - Mauricio Reggiardo, ex rugbista a 15 e allenatore di rugby a 15 argentino
- 22 febbraio - Jeremy Shamos, attore statunitense
- 22 febbraio - Manuela Stellmach, ex nuotatrice tedesca
- 22 febbraio - Simone Tebet, politica e avvocata brasiliana
- 22 febbraio - Wolfram Waibel Jr., ex tiratore a segno austriaco
- 23 febbraio - Miguel Aguirrezabala, ex giocatore di calcio a 5 e giocatore di beach soccer uruguaiano
- 23 febbraio - Shōko Aida, attrice e cantante giapponese
- 23 febbraio - Nathalie Arthaud, politica francese
- 23 febbraio - Marie-Josée Croze, attrice canadese
- 23 febbraio - Valērijs Ivanovs, ex calciatore lettone
- 23 febbraio - Li Jing, ex ginnasta cinese
- 23 febbraio - Niecy Nash, attrice, comica e conduttrice televisiva statunitense
- 23 febbraio - Giuseppe Shen Bin, vescovo cattolico cinese
- 23 febbraio - Paul Anthony Stewart, attore statunitense
- 23 febbraio - Tumo Turbo, maratoneta etiope († 2008)
- 24 febbraio - Katrine Camilleri, avvocato maltese
- 24 febbraio - Barbara Frale, storica, paleografa e scrittrice italiana
- 24 febbraio - Jeff Garcia, ex giocatore di football americano statunitense
- 24 febbraio - Morlon Greenwood, ex giocatore di football americano giamaicano
- 24 febbraio - Andrea Olivero, politico italiano
- 24 febbraio - Neil Sullivan, allenatore di calcio e ex calciatore scozzese
- 24 febbraio - Marija Tichvinskaja, snowboarder russa
- 24 febbraio - Jason Watt, pilota automobilistico danese
- 25 febbraio - Sékou Bamba de Karamoko, calciatore ivoriano († 2008)
- 25 febbraio - Dave Brown, ex giocatore di football americano statunitense
- 25 febbraio - Gaia De Laurentiis, attrice e conduttrice televisiva italiana
- 25 febbraio - Shaun Goater, allenatore di calcio e ex calciatore bermudiano
- 25 febbraio - Luca Mondini, allenatore di calcio e ex calciatore italiano
- 25 febbraio - Morten Ørum Pettersen, ex calciatore norvegese
- 25 febbraio - Beatriz Rico, attrice e ballerina spagnola
- 25 febbraio - Ian Walker, ex velista britannico
- 26 febbraio - Predrag Danilović, ex cestista e dirigente sportivo serbo
- 26 febbraio - Ángel Luis, allenatore di calcio e ex calciatore spagnolo
- 26 febbraio - Linda Brava, violinista finlandese
- 26 febbraio - Cathrine Lindahl, giocatrice di curling svedese
- 26 febbraio - Heli Rantanen, ex giavellottista finlandese
- 26 febbraio - Fitzroy Simpson, ex calciatore giamaicano
- 26 febbraio - Travis Smith, illustratore statunitense
- 27 febbraio - Ann Devries, ex tennista e allenatrice di tennis belga
- 27 febbraio - Robert Evdokimov, allenatore di calcio e ex calciatore russo
- 27 febbraio - Edith Gabrielli, dirigente pubblica italiana
- 27 febbraio - Jørn Lier Horst, scrittore norvegese
- 27 febbraio - Jiang Feng, ex calciatore cinese
- 27 febbraio - Patricia Petibon, soprano francese
- 27 febbraio - Dimităr Nikolaev Popov, ex calciatore bulgaro
- 27 febbraio - Cristina Rivellini, ex cestista italiana
- 27 febbraio - Jörg Teuchert, pilota motociclistico tedesco
- 28 febbraio - Daniel Brochu, attore e doppiatore canadese
- 28 febbraio - Piermassimiliano Dotto, rugbista a 15 italiano († 2012)
- 28 febbraio - Daniel Handler, scrittore e sceneggiatore statunitense
- 28 febbraio - Vladimir Isakov, tiratore a segno russo
- 28 febbraio - Dirk Maassen, compositore e pianista tedesco
- 28 febbraio - Tangi Miller, attrice, modella e ballerina statunitense
- 28 febbraio - Noureddine Morceli, ex mezzofondista algerino
- 28 febbraio - Siaosi Sovaleni, politico tongano
- 28 febbraio - Claudine Toleafoa, ex tennista neozelandese